# Șepreuș
Șepreuș é uma comuna romena localizada no distrito de Arad, na região histórica da Transilvânia. A comuna possui uma área de 57.68 km² e sua população era de 2651 habitantes segundo o censo de 2007.